# Secretaria General Tècnica del Ministeri de Cultura i Esport
La Secretaria General Tècnica del Ministeri de Cultura i Esport és un òrgan d'aquest ministeri que depèn orgànicament de la Subsecretaria de Cultura i Esport.

## Funcions
Les funcions de la Secretaria General Tècnica es regulen en l'article 3 del Reial decret 817/2018:
- L'articulació de les competències normatives del Ministeri amb els Departaments ministerials de la Administració General de l'Estat i amb la resta de les Administracions públiques, organismes i entitats públiques.
- La preparació de la documentació i informes, així com la tramitació i coordinació de les actuacions relatives als assumptes que se sotmetin a la deliberació del Consell de Ministres, de les Comissions Delegades del Govern i de la Comissió General de Secretaris d'Estat i Subsecretaris.
- El seguiment i informe dels actes i disposicions de les Comunitats Autònomes i la coordinació de les actuacions dels diferents òrgans superiors i directius del Departament, relatives al traspàs de funcions i serveis a aquelles.
- L'anàlisi, informe i tramitació de les disposicions i projectes normatius que correspon aprovar o proposar al Departament, i l'informe de les disposicions de caràcter general relatives a matèries que afectin a la competència del Departament.
- L'assistència jurídica dels òrgans del Departament, en relació amb les matèries de competència del Ministeri.
- La planificació, impuls, coordinació i, si escau, elaboració de les estadístiques en l'àmbit competencial del departament; la formulació del Pla Estadístic Nacional i dels programes anuals que ho desenvolupen en l'àmbit del departament i la coordinació institucional i les relacions en matèria estadística amb l'Institut Nacional d'Estadística, amb altres departaments ministerials, amb altres Administracions Públiques i amb els organismes internacionals. Així mateix li correspon la promoció, elaboració i difusió de les estadístiques i estudis que es considerin d'interès per al Departament i l'impuls de l'aprofitament estadístic dels registres administratius.
- La proposta del programa editorial del Departament i, si escau, l'edició i la distribució o difusió de les seves publicacions, així com l'adreça, organització i gestió de biblioteques, arxius i serveis de documentació del Departament.
- La coordinació de les campanyes de publicitat institucional del Departament, amb la col·laboració de les diferents unitats i entitats proponents de les mateixes.
- La direcció i coordinació dels serveis d'informació administrativa i de relació amb el ciutadà, en els termes establerts en la seva normativa reguladora i el manteniment de la informació continguda en el Sistema d'Informació Administrativa.
- La tramitació i proposta de resolució dels recursos administratius interposats contra actes del Departament i, a falta d'atribució expressa a un altre òrgan, dels seus organismes autònoms.
- La tramitació i proposta de resolució de les reclamacions de responsabilitat patrimonial contra el Departament i, a falta d'atribució expressa a un altre òrgan, de les formulades contra els organismes públics adscrits al Ministeri sempre que la seva resolució correspongui al titular del Departament.
- La tramitació i proposta de resolució dels procediments de revisió d'ofici i de declaració de lesivitat, quan es refereixin a actes o disposicions del Departament.
- La tramitació i proposta de resolució dels procediments d'exercici del dret de petició.
- Les relacions amb els jutjats i tribunals de justícia, a l'efecte de remissió dels expedients i documentació que sol·licitin, la recepció de les seves notificacions i la preparació de l'execució de les seves sentències, sense perjudici del previst en la normativa vigent en matèria de representació i defensa en judici de l'Estat i altres institucions públiques.
- El seguiment de les qüestions prejudicials i dels procediments contenciosos amb la Unió Europea que afectin a l'àmbit de les competències del Departament, així com la representació d'est en les comissions i òrgans de caràcter interministerial en relació amb el Tribunal de Justícia de la Unió Europea, quan no es trobi expressament assignada a altres òrgans directius.
- L'exercici de les funcions de la Unitat d'Informació de Transparència del Ministeri, segons preveu l'article 21 de la Llei 19/2013, de 9 de desembre, de transparència, accés a la informació pública i bon govern i el recolzo en la coordinació de les iniciatives en matèria de Govern obert en l'àmbit del Ministeri.
- La coordinació i la supervisió de la política de protecció de dades en compliment de la normativa aplicable en aquesta matèria en l'àmbit de les competències del departament.
- El protectorat de les fundacions de competència estatal, sense perjudici dels establert en la Llei 26/2013, de 27 de desembre de caixes d'estalvis i fundacions bancàries.

## Estructura
La Secretaria General Tècnica està integrada per les següents unitats amb nivell orgànic de subdirecció general:
- Subsecretaria General Tècnica.
- Subdirecció General d'Atenció al ciutadà, Documentació i Publicacions.
- Subdirecció General del Protectorat.
- Divisió d'Estadística i Estudis.
- Divisió de Recursos.

## Llista de Secretaris Generals Tècnics
- María Ángeles Ezquerra Plasencia (2018-)[3]
- María Ángeles Fernández Simón (2010-2011)
- Francisco de Asís Javier Rodríguez Mañas (2009-2010)
- María Concepción Becerra Bermejo (2004-2009)
- María Eugenia Zabarte Martínez de Aguirre (1992-1996)
- María Dolores Díez Gutiérrez (1991-1992)
- Borja Puig de la Bellacasa Aguirre (1990-1991)
- Enrique Balmaseda Arias-Dávila (1988-1990)
- Javier Matía Prim (1986-1988)
- Miguel Satrústegui Gil-Delgado (1984-1986)
- Hilario Hernández Marqués (1982-1984)
- José Muñoz Contreras (1982)
- Alfredo Pérez de Armiñán y de la Serna (1981-1982)
- Joaquín Tena Arregui (1979-1981)
- Jaime de Urzaiz y Fernández del Castillo (1977-1979)